# 老莫的第二個春天
《老莫的第二個春天》是1984年發行上映的台灣電影，由李祐寧所導演，由孫越、陳震雷、張純芳主演。該電影獲得第21屆金馬獎最佳劇情片獎。

## 劇情
中華民國國軍退伍老兵莫占魁（老莫）在朋友常若松的建議下，迎娶台灣原住民族少女玉梅。瓦斯工人金樹闖進老莫的生活，老莫有心退讓，玉梅卻相當堅貞。金樹悄然離去，老莫則靜待著孩子出世，準備帶著妻小回到中國大陸老家。

## 獎項
| 主辦單位     | 獎項         | 受獎者 | 階段／結果 |
| ------------ | ------------ | ------ | ---------- |
| 第21屆金馬獎 | 最佳影片     |        | 獲獎       |
| 第21屆金馬獎 | 最佳男主角   | 孫越   | 提名       |
| 第21屆金馬獎 | 最佳女主角   | 張純芳 | 提名       |
| 第21屆金馬獎 | 最佳男配角   | 陳震雷 | 提名       |
| 第21屆金馬獎 | 最佳原著劇本 | 吳念真 | 獲獎       |

## 外部連結
- 開眼電影網上《老莫的第二個春天》的資料（繁體中文）
- 香港影庫上《老莫的第二個春天》的資料（繁體中文）
- 时光网上《老莫的第二個春天》的資料（简体中文）
- 豆瓣电影上《老莫的第二個春天》的資料 （简体中文）
- AllMovie上《老莫的第二個春天》的资料（英文）
- 互联网电影数据库（IMDb）上《老莫的第二個春天》的资料（英文）